# Dream Chemistry Award
Dream Chemistry Award je mezinárodní soutěž pro mladé vědce organizovaná Ústavem organické chemie a biochemie Akademie věd ČR a Ústavem fyzikální chemie Polské akademie věd.

## O soutěži
Soutěž byla založena v roce 2013 Ústavem fyzikální chemie Polské akademie věd ve Varšavě, další ročník proběhl v roce 2015. V roce 2017 do soutěže přistoupil Ústav organické chemie a biochemie AV ČR a od té doby soutěž probíhá každý rok střídavě v Praze a ve Varšavě.
Soutěž oceňuje vizionářské projekty z oblasti chemie či z pomezí chemie a dalších přírodních věd, které mají ambici a potenciál měnit svět k lepšímu. Do soutěže se zapojují mladí vědci do 37 let, kteří byli nominováni respektovanými experty z oboru.
Vítěz soutěže dostává finanční odměnu 10.000 eur. Od roku 2019 získávají navíc finalisté odměnu 1.000 eur.
Koordinátory soutěže jsou Pavel Jungwirth z Ústavu organické chemie a biochemie AV ČR a Robert Hołyst z Ústavu fyzikální chemie Polské akademie věd. Členy čestného výboru jsou mj. Josef Michl či Richard Schrock, držitel Nobelovy ceny za chemii z roku 2005.

## Výsledky
2013 (Varšava):
- Vítěz: Evan Spruijt (Oxfordská univerzita, Oxford, Velká Británie), projekt: The dream of life
- Finalisté: Hal Alper (University of Texas at Austin, Austin, TX, USA), Peggy P. K. Lo (City University of Hong Kong, Hong Kong, Čína), Eugen Andreiadis (Atomic Energy and Alternative Energies Commission, Gif-sur-Yvette, Francie), Paul Blainey (Massachusetts Institute of Technology, Cambridge, MA, USA)

2015 (Varšava):
- Vítěz: Mircea Dincă (Massachusettský technologický institut, Cambridge, MA, USA), projekt: A panacea for catalysis?
- Finalisté: Denis Menshykau (Bayer Technology Services, Leverkusen, Německo), Eric D. Głowacki (Linköping University, Linköping, Švédsko), Yogesh Surendranath (Massachusetts Institute of Technology, Cambridge, MA, USA), Jiayin Yuan (Max Planck Institute of Colloids and Interfaces, Potsdam, Německo)

2017 (Praha):
- Vítězka: Jessica R. Kramer (University of Utah, Salt Lake City, Utah, USA), projekt: Glycocalyx engineering to probe the role of mucins in cancer[3]
- Finalisté: Rob Ameloot (Katholieke Universiteit Leuven, Leuven, Belgie), Justin Chalker (Flinders University, Adelaide, Austrálie), Nathan Crook (Washington University at St. Louis, St. Louis, Washington, USA), Yogesh Surendranath (Massachusetts Institute of Technology, Cambridge, MA, USA)

2018 (Varšava):
- Vítěz: Eric D. Głowacki (Linköping University, Linköping, Švédsko), projekt: Abundant organic catalysts for a peroxide clean energy cycle[4]
- Finalisté: Lorenzo Albertazzi (Eindhoven University of Technology, Eindhoven, Nizozemsko), Jeremy Luterbacher (Ecole Polytechnique Federale de Lausanne (EPFL), Lausanne, Švýcarsko), Michael Saliba (Université de Fribourg, Fribourg, Švýcarsko), Alex K. Shalek (Massachusetts Institute of Technology (MIT), Cambridge, Massachusetts, USA)

2019 (Praha):
- Vítězka: Yujia Qing (Oxfordská univerzita, Velká Británie), projekt: Sequencing life[5]
- Finalisté: Emiliano Cortés (Ludwig Maximilian University in Munich, Německo), Jeffrey D. Martell (University of Wisconsin-Madison, USA), Hannes Mikula (Vienna University of Technology, Rakousko), Yoeri van de Burgt (Eindhoven University of Technology, Nizozemsko)